# Маркку Канерва
Ма́ркку Кане́рва (фін. Markku Kanerva, нар. 24 травня 1964, Гельсінкі) — фінський футболіст, що грав на позиції захисника. По завершенні ігрової кар'єри — тренер. З 2016 по 2024 роки очолював тренерський штаб національної збірної Фінляндії, кольори якої раніше захищав як гравець.

## Клубна кар'єра
У дорослому футболі дебютував 1983 року виступами за команду клубу «ГІК», в якій протягом восьми сезонів взяв участь у 184 матчах чемпіонату. Більшість часу, проведеного у складі «ГІКа», був основним гравцем захисту команди.
1991 року перебрався до Швеції, ставши гравцем «Ельфсборга», проте вже наступного року повернувся на батьківщину, де з 1993 по 1996 рік грав за  «ФіннПа», «ГІК» та «Гонку».
Завершив професійну ігрову кар'єру у своєму рідному клубі «ГІК». Утретє приєднався до команди 1996 року, захищав її кольори до припинення виступів на професійному рівні у 1998.

## Виступи за збірну
1986 року дебютував в офіційних матчах у складі національної збірної Фінляндії. Протягом кар'єри у національній команді, яка тривала 10 років, провів у формі головної команди країни 59 матчів, забивши 1 гол.

## Кар'єра тренера
Розпочав тренерську кар'єру, повернувшись до футболу після невеликої перерви, 2003 року, очоливши тренерський штаб клубу «Віікінгіт».
Наступного року став головним тренером молодіжної збірної Фінляндії, яку тренував шість років.
2011 року був призначений виконувачем обов'язків головного тренера збірної Фінляндії. Після призначення постійним головним тренером команди Міксу Паателайнена Канерва залишився у її тренерському штабі в статусі помічника головного тренера.
Після звільнення Паателайнена влітку 2015 року і до призначення шведа Ганса Бакке у січні 2016 року знову виконував обов'язки очільника національної команди. Після приходу Бакке залишився у тренерському штабі, вже як помічник головного тренера.
При Бакке фіни протягом року не виграли жодної офіційної гри, зазнавши в 11 матчах 9 поразок. Після таких результатів шведського спеціаліста було звільнено, а на його місце призначено Канерву, цього разу вже на постійній основі.

## Титули і досягнення
- Чемпіон Фінляндії (5):

ГІК: 1985, 1987, 1988, 1990, 1997
- Володар Кубка Фінляндії (3):

ГІК: 1984, 1996, 1998
- Володар Кубка фінської ліги (4):

ГІК: 1994, 1996, 1997, 1998